# Cryptodromia mariae
Cryptodromia mariae is een krabbensoort uit de familie van de Dromiidae. De wetenschappelijke naam van de soort is voor het eerst geldig gepubliceerd in 1913 door Ihle.